# Olympische Sommerspiele 1936/Ringen – Griechisch-römischer Stil Schwergewicht (Männer)
Das griechisch-römische Ringen im Schwergewicht bei den Olympischen Sommerspielen 1936 wurde vom 6. bis 9. August in der Deutschlandhalle ausgetragen. Pro Nation durfte maximal ein Athlet antreten. Das zulässige Körpergewicht eines Athleten musste über 87 kg betragen.
Der Wettbewerb wurde nach einem Ausscheidungssystem mit Minuspunkten ausgetragen. In jeder Runde hatte jeder Athlet einen Kampf. Bei ungerader Anzahl an Athleten, hatte ein Athlet ein Freilos. Der Verlierer eines Kampfes erhielt 3 Minuspunkte, wenn er durch einen Schultersieg seines Gegner unterlag oder mit 0:3 Punkten den Kampf verlor. Zwei Minuspunkte erhielt der Athlet bei einer Niederlage von 1:2 Punkten. Der Sieger erhielt einen Minuspunkt, wenn er nach Punkten gewann, und 0 Minuspunkte, wenn der Sieg durch Schultersieg erfolgte. Am Ende jeder Runde wurde jeder Athlet mit mehr als 4 Minuspunkten eliminiert.

## Zeitplan
| Datum          | Runde           |
| -------------- | --------------- |
| 6. August 1936 | Runde 1         |
| 7. August 1936 | Runde 2         |
| 8. August 1936 | Runde 3         |
| 9. August 1936 | Runde 4 Runde 5 |

## Ergebnisse

### Runde 1
| Sieger            | Nation             | Art des Sieges          | Verlierer         | Nation      |
| ----------------- | ------------------ | ----------------------- | ----------------- | ----------- |
| Josef Klapuch     | Tschechoslowakei   | Schultersieg            | Alberts Zvejnieks | Lettland    |
| Kurt Hornfischer  | Deutsches Reich    | Schultersieg            | Stevan Nagy       | Jugoslawien |
| Aleardo Donati    | Königreich Italien | Punkteentscheidung, 2–1 | Mehmet Çoban      | Türkei      |
| Hjalmar Nyström   | Finnland           | Schultersieg            | Peter Larsen      | Dänemark    |
| Kristjan Palusalu | Estland            | Schultersieg            | Eduard Schöll     | Österreich  |
| John Nyman        | Schweden           | Schultersieg            | Zoltan Kondorossy | Rumänien    |

| Rang | Athlet            | Nation             | Minuspunkte |
| ---- | ----------------- | ------------------ | ----------- |
| 1    | Kurt Hornfischer  | Deutsches Reich    | 0           |
| 1    | Josef Klapuch     | Tschechoslowakei   | 0           |
| 1    | John Nyman        | Schweden           | 0           |
| 1    | Hjalmar Nyström   | Finnland           | 0           |
| 1    | Kristjan Palusalu | Estland            | 0           |
| 6    | Aleardo Donati    | Königreich Italien | 1           |
| 7    | Mehmet Çoban      | Türkei             | 2           |
| 8    | Zoltan Kondorossy | Rumänien           | 3           |
| 8    | Peter Larsen      | Dänemark           | 3           |
| 8    | Stevan Nagy       | Jugoslawien        | 3           |
| 8    | Eduard Schöll     | Österreich         | 3           |
| 8    | Alberts Zvejnieks | Lettland           | 3           |

### Runde 2
| Sieger            | Nation          | Art des Sieges          | Verlierer         | Nation             |
| ----------------- | --------------- | ----------------------- | ----------------- | ------------------ |
| Alberts Zvejnieks | Lettland        | Schultersieg            | Stevan Nagy       | Jugoslawien        |
| Kurt Hornfischer  | Deutsches Reich | Punkteentscheidung, 3–0 | Josef Klapuch     | Tschechoslowakei   |
| Hjalmar Nyström   | Finnland        | Punkteentscheidung, 3–0 | Aleardo Donati    | Königreich Italien |
| Mehmet Çoban      | Türkei          | Schultersieg            | Peter Larsen      | Dänemark           |
| Kristjan Palusalu | Estland         | Schultersieg            | Zoltan Kondorossy | Rumänien           |
| John Nyman        | Schweden        | Schultersieg            | Eduard Schöll     | Österreich         |

| Rang | Athlet            | Nation             | Minuspunkte |
| ---- | ----------------- | ------------------ | ----------- |
| 1    | John Nyman        | Schweden           | 0           |
| 1    | Kristjan Palusalu | Estland            | 0           |
| 3    | Kurt Hornfischer  | Deutsches Reich    | 1           |
| 3    | Hjalmar Nyström   | Finnland           | 1           |
| 5    | Mehmet Çoban      | Türkei             | 2           |
| 6    | Josef Klapuch     | Tschechoslowakei   | 3           |
| 6    | Alberts Zvejnieks | Lettland           | 3           |
| 8    | Aleardo Donati    | Königreich Italien | 4           |
| 9    | Zoltan Kondorossy | Rumänien           | 6           |
| 9    | Peter Larsen      | Dänemark           | 6           |
| 9    | Stevan Nagy       | Jugoslawien        | 6           |
| 9    | Eduard Schöll     | Österreich         | 6           |

### Runde 3
| Sieger            | Nation             | Art des Sieges          | Verlierer         | Nation           |
| ----------------- | ------------------ | ----------------------- | ----------------- | ---------------- |
| Kurt Hornfischer  | Deutsches Reich    | Punkteentscheidung, 3–0 | Alberts Zvejnieks | Lettland         |
| Aleardo Donati    | Königreich Italien | Default                 | Josef Klapuch     | Tschechoslowakei |
| Mehmet Çoban      | Türkei             | Punkteentscheidung, 2–1 | Hjalmar Nyström   | Finnland         |
| Kristjan Palusalu | Estland            | Punkteentscheidung, 3–0 | John Nyman        | Schweden         |

| Rang | Athlet            | Nation             | Minuspunkte |
| ---- | ----------------- | ------------------ | ----------- |
| 1    | Kristjan Palusalu | Estland            | 1           |
| 2    | Kurt Hornfischer  | Deutsches Reich    | 2           |
| 3    | Mehmet Çoban      | Türkei             | 3           |
| 3    | John Nyman        | Schweden           | 3           |
| 3    | Hjalmar Nyström   | Finnland           | 3           |
| 6    | Aleardo Donati    | Königreich Italien | 4           |
| 7    | Josef Klapuch     | Tschechoslowakei   | 6           |
| 7    | Alberts Zvejnieks | Lettland           | 6           |

### Runde 4
| Sieger            | Nation          | Art des Sieges          | Verlierer       | Nation             |
| ----------------- | --------------- | ----------------------- | --------------- | ------------------ |
| Kurt Hornfischer  | Deutsches Reich | Schultersieg            | Aleardo Donati  | Königreich Italien |
| Kristjan Palusalu | Estland         | Punkteentscheidung, 3–0 | Mehmet Çoban    | Türkei             |
| John Nyman        | Schweden        | Schultersieg            | Hjalmar Nyström | Finnland           |

| Rang | Athlet            | Nation             | Minuspunkte |
| ---- | ----------------- | ------------------ | ----------- |
| 1    | Kristjan Palusalu | Estland            | 2           |
| 1    | Kurt Hornfischer  | Deutsches Reich    | 2           |
| 3    | John Nyman        | Schweden           | 3           |
| 4    | Mehmet Çoban      | Türkei             | 6           |
| 5    | Hjalmar Nyström   | Finnland           | 6           |
| 6    | Aleardo Donati    | Königreich Italien | 7           |

### Runde 5
| Sieger            | Nation   | Art des Sieges          | Verlierer        | Nation          |
| ----------------- | -------- | ----------------------- | ---------------- | --------------- |
| Kristjan Palusalu | Estland  | Punkteentscheidung, 3–0 | Kurt Hornfischer | Deutsches Reich |
| John Nyman        | Schweden | Freilos                 |                  |                 |

| Rang | Athlet            | Nation          | Minuspunkte |
| ---- | ----------------- | --------------- | ----------- |
| 1    | Kristjan Palusalu | Estland         | 3           |
| 2    | John Nyman        | Schweden        | 3           |
| 3    | Kurt Hornfischer  | Deutsches Reich | 5           |